# Alexie, omul lui Dumnezeu

Alexie, omul lui Dumnezeu (desculț, în centrul imaginii), icoană din sec. al XVI-lea, Muzeul Național de Artă al României.

Alexie, omul lui Dumnezeu (în greacă Ἀλέξιος άνθρωπος τοῦ Θεοῦ) a fost un călugăr creștin din secolul al V-lea, sărbătorit ca sfânt în calendarul bizantin pe 17 martie, iar în cel latin pe 17 iulie.

## Importanța
Cinci împărați bizantini l-au avut ca sfânt patron onomastic: Alexie I Comnenul, Alexie al II-lea Comnenul, Alexie al III-lea Angelos, Alexie al IV-lea Angelos și Alexie al V-lea Ducas.
La Roma papa Benedict al VII-lea a acordat în anul 972 o biserică de pe colina Aventin ca loc de refugiu mitropolitului grec Sergiu al Damascului. Lăcașul a devenit în scurt timp renumit pentru obștea călugărească latină și greacă de acolo, loc căutat de popor, care a primit ca al doilea sfânt patron pe Sfântul Alexie, alături de Sfântul Bonifaciu. Biserica se numește până în prezent Santi Bonifacio e Alessio⁠(en)[traduceți].

## În literatură
Personajul Alioșa Karamazov, principalul protagonist al romanului Frații Karamazov scris de Feodor Dostoievski la sfârșitul secolului al XIX-lea, îl are ca patron onomastic pe Sfântul Alexie și l-a avut drept model pe Vladimir Soloviov, prietenul lui Dostoievski.